# シャルル・ド・ロレーヌ (1648-1708)
シャルル・ド・ロレーヌ（Charles de Lorraine, comte de Marsan, 1648年4月8日 - 1708年11月18日）は、ブルボン朝時代フランスの大貴族家門ギーズ家の一員。マルサン伯。

## 生涯
アルクール伯アンリと妻マルグリット＝フィリップ・デュ・カンブの間の末子。父からマルサン伯領を譲られ、セヴィニエ夫人によれば宮廷では「小さなマルサン（le petit Marsan）」の呼び名で通っていた。1688年12月31日ヴェルサイユ宮殿において、2人の兄ルイ及びフィリップと共に、聖霊勲章を受けた。
1682年、陸軍元帥・ミオサン伯セザール・ダルブレの一人娘で相続人のマリー・フランソワーズ・ダルブレ（1650年 - 1692年）と結婚したが、間に子がなく死別。妻からポン、モルターニュ、ベデイユなど多くの所領を相続した。
1696年9月22日、カトリーヌ・テレーズ・ド・ゴワイヨン・ド・マティニョン（1662年 - 1699年）と再婚。トリニー伯爵の娘でモナコ公ジャック1世の叔母に当たるが、軍事大臣ルーヴォワ侯爵の姪であり、海軍大臣セニュレー侯爵の未亡人という立場の方が重要であった。マルサン伯はカトリーヌを通じて得られるセニュレー侯の資産を目当てに結婚したと言われた。カトリーヌは3番目の子の出産時に死亡した。子供は以下の通り。
- シャルル＝ルイ（1696年 - 1755年） - マルサン伯、ポン公
- ジャック＝アンリ（1698年 - 1734年） -「シュヴァリエ・ド・ロレーヌ」、リクセム公、フィリップスブルク包囲戦で戦死
- マリー（1699年）

## 引用・脚注
1. 1 2  Bruyère, Jean de La; Servois, Gustave Marie Joseph (1865). Oeuvres de La Bruyère, Volume 1 2010年7月21日閲覧。